# NGC 2778
NGC 2778 é uma galáxia elíptica (E) localizada na direcção da constelação de Lynx. Possui uma declinação de +35° 01' 40" e uma ascensão recta de 9 horas, 12 minutos e 24,5 segundos.
A galáxia NGC 2778 foi descoberta em 28 de Março de 1786 por William Herschel.